# Bathyplectes sessilis
Bathyplectes sessilis är en stekelart som först beskrevs av Léon Abel Provancher 1875.  Bathyplectes sessilis ingår i släktet Bathyplectes och familjen brokparasitsteklar. Inga underarter finns listade.